# Diascia
Diascia es un género con 65 especies de plantas de flores perteneciente a la familia Scrophulariaceae de Sudáfrica. 

## Especies seleccionadas
- Diascia aliciae
- Diascia alonzoides
- Diascia anastrepta
- Diascia ausana
- Diascia austromontana
- Diascia avasmontana

- Datos: Q2568982
- Multimedia: Diascia / Q2568982
- Especies: Diascia (Scrophulariaceae)